# Jorge Zepeda Patterson
Jorge Zepeda Patterson (Mazatlán, Sinaloa; 24 d'octubre de 1952) és un periodista, escriptor, analista polític, economista i sociòleg mexicà.

## Trajectòria
És llicenciat en Economia per la Universitat de Guadalajara, mestre per la Facultat Llatinoamericana de Ciències Socials (Flacso) i compta amb estudis de doctorat en Ciència Política en la Sorbona de París. Format periodísticament sl diari El País de Madrid, va fundar i va dirigir el periòdic Siglo 21 de Guadalajara des de 1991 fins a 1997, any en què crea i encapçala el diari Público, que va substituir al primer. En 1999 deixa Público per assumir la subdirecció d' El Universal a la Ciutat de Mèxic, càrrec que exerciria fins al 2001.
El març de 2000, cofundà el lloc Unafuente.com, portal dedicat a la difusió de notícies provinents de les pàgines d'internet de diversos mitjans de comunicació; al juny, funda El Despertador, empresa que publica, entre d'altres, el setmanari dominical Dia Siete — que circulava en diversos diaris del país fins a 2011 amb 300,000 exemplars setmanals verificats— i la revista Energía Hoy, especialitzada en negocis. En televisió, va conduir, en col·laboració amb Raymundo Riva Palacio i Estela Livera, el programa Código, producció d'El Universal TV i Proyecto 40.
Va ser director editorial d' El Universal del 20 de novembre de 2008 fins al 2 de desembre de 2010, quan fou substituït pel periodista Roberto Rock.
En 2013, publica la seva primera novel·la, Los Corruptores, un relat policíac que integra elements de periodisme de recerca, la qual va ser finalista del Premi Hammett. A l'any següent, la seva novel·la Milena o el fémur más bello del mundo, el va fer guanyar el Premi Planeta, i fou el primer mexicà guardonat amb el premi.
Fins a 2014, la seva columna Rehilete, col·laboració per aquest diari, es reproduïa en diversos periòdics regionals de Mèxic, entre ells, El Informador de Guadalajara, Diario de Yucatán, Pulso de San Luis Potosí, El Sur de Guerrero, El Siglo de Torreón y Tabasco Hoy.
Actualment escriu la columna Pensándolo bien en l'edició per Amèrica d' El País i dirigeix el periòdic digital SinEmbargo.

## Obres
- Michoacán: Economía, política y sociedad, UNAM, (1985)
- Las sociedades Rurales Hoy, El Colegio de Michoacán, (1988)
- Los suspirantes. Los candidatos de carne y hueso, Planeta, (2005)
- El presidente, Planeta, (2006)
- Los amos de México, Planeta, (2007)
- El Presidente Electo. Instructivo para sobrevivir a Calderón y su gobierno, Planeta, (2007) /Con Salvador Camarena
- Los Intocables, Planeta, (2008) (coord.)
- Los Corruptores, Planeta, (2013)[5]
- Milena o el fémur más bello del mundo, Planeta, 2014

## Reconeixements
- Premi Maria Moors Cabot en 1999
- Premi Nacional de Periodismr José Pagés Llergo en la categoria de Trajectòria (2009).[6]
- Premi Planeta 2014 per la novel·la Milena o el fémur más bello del mundo[4]